# Фланджини Джованелли, Людовико
Людовико Фланджини Джованелли (итал. Ludovico Flangini Giovanelli; 26 июля 1733, Венеция, Венецианская республика — 29 февраля 1804, Венеция, Венецианская провинция, Австрийская империя) — итальянский куриальный кардинал. Патриарх Венеции с 23 декабря 1801 по 29 февраля 1804. Кардинал-дьякон с 3 августа 1789, с титулярной диаконией Санти-Козма-э-Дамиано с 14 декабря 1789 по 21 февраля 1794. Кардинал-дьякон с титулярной диаконией Сант-Агата-ин-Субурра с 21 февраля 1794 по 2 апреля 1800. Кардинал-священник с титулом церкви Сан-Марко с 2 апреля 1800 по 24 мая 1802. Кардинал-священник с титулом церкви Сант-Анастазия с 24 мая 1802.